# Zingiber mioga
El myōga (茗荷?) o jengibre myoga (Zingiber mioga) es una planta herbácea caducifolia originaria de Japón que se cultiva por los capullos comestibles de sus flores y sus sabrosos brotes. 
Es una planta monoica, y las flores hermafroditas florecen con estambres y pistilos en el vaso de la flor, pero debido a que es pentaploide, es raro obtener la misma cantidad de cromosomas que el progenitor incluso después de la fertilización. La propagación es principalmente por propagación vegetativa a través de rizomas subterráneos. Muy raramente, fructifica cuando la temperatura es alta de verano a otoño. Los tallos con hojas visibles sobre el suelo son pseudotallos
A diferencia de otros jengibres comestibles, el jengibre japonés es resistente a las bajas temperaturas y puede ser cultivada en los huertos de las zonas templadas. Es nativo de un área desde el sur de China hasta el sur de Corea a través de Japón, donde se llama myōga; siendo su cultivo es tradicional en este país, y ha sido introducido en Australia y Nueva Zelanda para exportarlo a Japón.
Como planta boscosa, el myōga tiene unos requisitos de sombra específicos para su crecimiento. Resiste las heladas a temperaturas de -18 °C e incluso inferiores.

## Usos
Los capullos comestibles se cortan en tiras finas y se usan en la cocina japonesa como guarnición para la sopa de miso, el sunomono y platos tales como la berenjena asada.
Los rizomas, comestibles pero de tamaño pequeño, se utilizan con menos frecuencia que los del jengibre.

## Propiedades medicinales
Aunque algunos de los constituyentes del myōga son citotóxicos, otros se han mostrado prometedores como anticancerígenos.